# 캐리 후쿠나가
캐리 후쿠나가(Cary Fukunaga, 1977년 7월 10일 ~ )는 미국의 영화 감독, 각본가, 촬영 감독이다.

## 작품 목록

### 영화
- 신 놈브레 (2009)
- 제인 에어 (2011)
- 국적 없는 짐승들 (2015)
- 그것 (2017) - 각본에만 참여
- 007 노 타임 투 다이 (2021)

### 텔레비전
- 트루 디텍티브 시즌 1 (2014)
- 매니악 (2018)